# Jagdstaffel 26
La Jagdstaffel 26 (in tedesco: Königlich Preußische Jagdstaffel Nr 26, abbreviato in Jasta 26) era una squadriglia (staffel) da caccia della componente aerea del Deutsches Heer, l'esercito dell'Impero tedesco, durante la prima guerra mondiale (1914-1918).

## Storia
La Jagdstaffel 26 venne fondata 14 dicembre 1916 presso il Flieger-Ersatz-Abteilungen (FEA) 9 di Darmstadt. Inviata a Colmar-Nord a copertura della zona assegnata al Distaccamento d'Armata B (Armee-Abteilung B) il 20 gennaio 1917 fu comandata dall'Oberleutnant Bruno Loerzer proveniente dalla Jasta 17.
Il primo scontro aereo avvenne il 27 gennaio, mentre la prima vittoria fu conseguita il 25 febbraio 1917.
Il 2 marzo l'unità fu inviata ad Habsheim e il 12 aprile assegnata al settore della 2ª Armata, a Guise-Ost, muovendosi successivamente a Bohain-Nord.
Il 16 giugno, la Jasta 26 fu assegnata al settore della 4ª Armata a Iseghem, occupando in successione le basi di Abeele, Bavichove e Markebeke.
L'unità raggiunse la sua 100ª vittoria nel dicembre 1917.
Quando il 21 febbraio 1918, Bruno Loerzer assunse il comando dello JG III (Jagdgeschwader III, formato dalle Jasta 2, 26,27 e 36), l'unità fu comandata da suo fratello Fritz Loerzer, proveniente dalla Jasta 63.
Il 13 marzo la Jasta 26 fu distaccata presso la 17ª Armata a Erchin ma l'11 aprile successivo rientrò ad Halluin a sostegno della 4ª Armata.
Un'ulteriore movimento avvenne il 27 maggio a Vivaise a seguito della 7ª Armata, attestandosi sulle basi di Mont Soisson Ferme, Vauxcère e Chambry.
Quando Fritz Loezer fu abbattuto il 12 giugno e fatto prigioniero, il comando della Jasta 26 fu assunto da Leutnant Franza Brandt proveniente dalla Jasta 27, che ne conservò il comando fino alla fine della guerra.
Il 25 agosto lo JG III fu assegnato al settore della 17ª Armata a Emerchicourt, utilizzando nel prosieguo delle attività le basi di Lieu St. Armand, Saultain, Lenz e Aische-en-Befail.
Alla fine della guerra, la Jasta 26 fu accreditata di 177 vittorie confermate (compresi quattro palloni da osservazione), mentre le perdite ammontarono a 17 piloti tra cui 5 morti, 11 feriti ed un prigioniero. Inoltre ci furono tre atterraggi forzati ed un lancio con il paracadute.
Le insegne della Jasta 26 erano costituite da bande bianche e nere dipinte sulla fusoliera. La Jasta 26 fu smobilitata presso il FEA 5 ad Hannover, il 3 dicembre 1918.

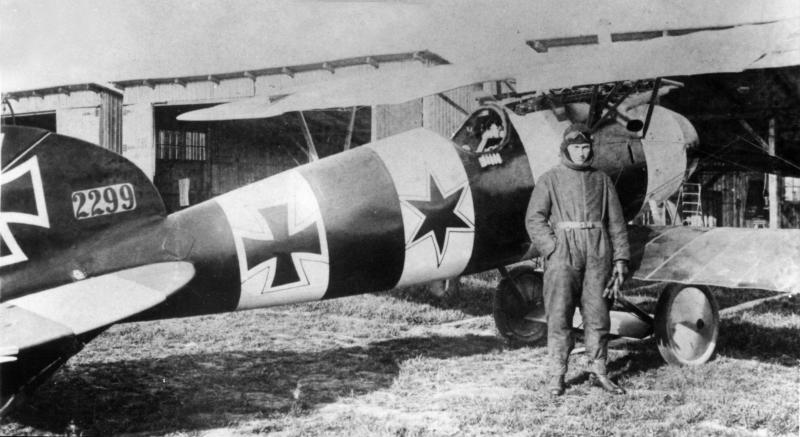
Bruno Loerzer accanto al suo Albatros D.V 2299 con la caratteristica livrea della Jagdstaffel 26

## Lista dei comandanti (Staffelführer) della Jasta 26
Di seguito vengono riportati i nomi dei piloti che si sono succeduti al comando della Jagdstaffel 26.
| Grado                | Nome         | Periodo                            |
| -------------------- | ------------ | ---------------------------------- |
| Oberleutnant         | Bruno Loezer | 21 gennaio 1917 – 21 febbraio 1918 |
| Leutnant             | Fritz Loezer | 21 febbraio 1918 - 12 giugno 1918  |
| Leutnant de Reserves | Bollmann     | 12 giugno 1918 - 27 giugno 1918    |
| Leutnant             | Franz Brandt | 27 giugno 1918 – 22 agosto 1918    |
| Leutnant             | Helmut Lange | 22 agosto 1918 - 12 settembre 1918 |
| Leutnant             | Franz Brandt | settembre 1918 – 11 novembre 1918  |

## Lista degli aerei utilizzati dalla Jasta 26
- Albatros D.III
- Albatros D.V
- Fokker Dr.I
- Fokker D.VII

## Lista delle basi utilizzate dalla Jasta 26
- Darmstadt 14 dicembre 1916 - 20 gennaio 1917
- Colmar Nord 20 gennaio 1917 - 2 marzo 1917
- Habsheim 2 marzo 1917 - 12 aprile 1917
- Guise-Ost 16 aprile 1917 - 23 aprile 1917
- Bohain-Nord 23 aprile 1917 - 6 giugno 1917
- Iseghem 8 giugno 1917 - 10 settembre 1917
- Abeele 11 settembre 1917 - 1 novembre 1917
- Bavichove 2 novembre 1917 - 10 febbraio 1918
- Marckebeke 11 febbraio 1918 - 12 marzo 1918
- Erchin 13 marzo 1918 - 10 aprile 1918
- Halluin-Ost 11 aprile 1918 - 23 maggio 1918
- Vivaise 24 maggio 1918 - 7 giugno 1918
- Mont Soissons Ferme 8 giugno 1918 - 18 luglio 1918
- Vauxcère 19 luglio 1918 - 30 luglio 1918
- Chambry 31 luglio 1918 - 24 agosto 1918
- Emerchicourt 25 agosto 1918 - 26 settembre 1918
- Lieu St. Armand 27 settembre 1918 - 29 settembre 1918
- Soultain 30 settembre 1918 - 12 ottobre 1918
- Lenz 13 ottobre 1918 - 4 novembre 1918
- Aische-en-Befail 5 novembre 1918 - 11 novembre 1918

## Lista degli assi che hanno prestato servizio nella Jagdstaffel 26
Di seguito vengono elencati i nomi dei piloti che hanno prestato servizio nella Jagdstaffel 26 con il numero di vittorie conseguite durante il servizio nella squadriglia e riportando tra parentesi il numero di vittorie aeree totali conseguite.
| Asso              | Vittorie |
| ----------------- | -------- |
| Otto Fruhner      | 27       |
| Bruno Loerzer     | 24 (44)  |
| Erich Buder       | 12       |
| Otto Esswein      | 12       |
| Christel Mesch    | 12 (13)  |
| Xavier Dannhuber  | 10 (11)  |
| Fritz Loerzer     | 10 (11)  |
| Fritz Classen     | 9 (11)   |
| Helmut Lange      | 7 (9)    |
| Fritz Riemer      | 7 (8)    |
| Walter Blume      | 6 (28)   |
| Franz Brandt      | 5 (10)   |
| Hermann Göring    | 4 (22)   |
| Fritz Kosmahl     | 4 (9)    |
| Hans Auer         | 3 (5)    |
| Theodor Dahlmann  | 1 (7)    |
| Heinrich Drekmann | 1 (11)   |